# Walter Gronostay
Pour les articles homonymes, voir Gronostay.
Walter Gronostay, né le 29 juillet 1906 et mort le 10 octobre 1937 à Sacrow, près de Potsdam, dans le royaume de Prusse (Empire allemand), est un compositeur allemand.
Il est connu pour son travail sur les musiques de films.

## Biographie
Walter Gronostay étudie sous Arnold Schönberg. À partir de la fin des années 1920, il commence à travailler sur la musique de film aussi bien pour des longs métrages que des documentaires.
Avec Herbert Windt, il compose la musique du documentaire Olympia (1938) de Leni Riefenstahl, mais meurt subitement avant la sortie du film, à l'âge de 31 ans.

## Filmographie (sélection)
- 1929 : Sprengbagger 1010 (de)
- 1933 : Reifende Jugend
- 1933 : Le Tunnel (version française)
- 1933 : Der Tunnel (de)
- 1935 : Lady Windermeres Fächer (de)
- 1935 : A Night of Change (en)
- 1935 : Frisians in Peril (de)
- 1935 : Glückspilze (de)
- 1935 : Friesennot (de)
- 1936 : Rubber (en)
- 1936 : Stadt Anatol
- 1936 : The Last Four on Santa Cruz (en)
- 1936 : Street Music
- 1936 : Savoy-Hotel 217
- 1937 : Puits en flammes
- 1938 : Olympia de Leni Riefenstahl

## Récompenses et distinctions
- (en) Walter Gronostay: Awards, sur l'Internet Movie Database